# 碘-123
碘-123（123I）是碘的放射性同位素，用於核醫學成像，包括單光子發射電腦斷層掃描 (SPECT) 或 SPECT/CT 檢查。此同位素的半衰期為 13.2232 小時；電子俘獲衰變為碲-123 時會發射出主要能量為 159 keV 的伽馬射線（這種伽馬射線主要用於成像）。在醫學應用中，輻射由伽馬相機檢測。此同位素通常以碘化物-123（陰離子形式）應用。

## 生產
碘-123 是在迴旋加速器中透過膠囊內的氙氣受到質子輻照而產生的。 氙-124吸收一個質子後立即失去一個中子和質子形成氙-123，或失去兩個中子形成銫-123，後者衰變為氙-123。經由任一途徑形成的氙-123都會衰變為碘-123，並在製冷條件下被捕獲在輻照艙的內壁上，然後在鹵素歧化反應中用氫氧化鈉洗脫，類似於在通過中子輻射從氙形成碘-125後收集它。
124
Xe (p,pn) 123
Xe → 123
I
124
Xe (p,2n) 123
Cs → 123
Xe → 123
I
碘-123 通常以 0.1 M 氫氧化鈉 溶液中的 [123
I]-碘化鈉形式提供，同位素純度為 99.8%。
用於醫療應用的123I 也是在橡樹嶺國家實驗室透過質子迴旋加速器轟擊 80% 同位素濃縮度的碲-123 而生產的。
123
Te (p,n) 123
I

## 衰變
詳細的衰變機制是電子捕獲（EC）形成近乎穩定的核素碲-123的激發態（它的半衰期非常長，因此在所有實際用途中都被認為是穩定的）。產生的 123Te 的激發態不是 亞穩態核異構體 123mTe（123I 的衰變不需要足夠的能量來產生 123mTe），而是 123Te，或（13% 的時間）經由內部轉換電子發射（127 keV）衰變， 隨後平均有 11 個俄歇電子以極低的能量（50-500 eV）發射。後一個衰變通道也產生基態123Te。尤其由於內部轉換衰變通道的存在，123I 並不是絕對純的伽馬射線發射體，儘管臨床上有時認為它是純伽馬射線發射體。
一項研究發現，放射性同位素產生的俄歇電子對細胞的損傷很小，除非放射性核素直接以化學方式結合到細胞DNA中，但目前使用123I作為放射性標記核素的放射性藥物並非如此。由於此同位素的半衰期相對較短，因此可以緩和來自123Te 初始衰變中更具穿透力的伽馬輻射和 127 keV 內部轉換電子輻射所造成的損傷。

## 醫療應用
123I是最適合用於甲狀腺疾病診斷研究的碘同位素。大約 13.2 小時的半衰期對於 24 小時碘攝取試驗來說是理想的，並且 123I 對於甲狀腺組織和甲狀腺癌轉移的診斷成像還有其他優勢。光子的能量為 159 keV，對於目前伽馬相機的 NaI（碘化鈉）晶體探測器以及針孔準直器來說是理想的。它的光子通量比131I大得多。對於相同的給藥劑量，它的計數率大約是131I的20倍，而對甲狀腺的輻射負擔卻遠低於（1%）131I。此外，由於此同位素的輻射負荷較低，使用123I掃描甲狀腺殘留物或轉移病灶不會引起組織「震驚」（失去吸收）。 基於同樣的原因，123I 從未用於甲狀腺癌或 葛瑞夫茲氏病 的“治療”，而這一作用僅保留給 131I。
123I 以碘化鈉 (NaI) 的形式提供，有時在鹼性溶液中它以遊離元素的形式溶解。患者可以透過膠囊形式服用藥物，也可以透過靜脈注射，或（不太常見，因為涉及溢出問題）飲料服用藥物。碘被甲狀腺吸收，然後使用伽馬相機獲取甲狀腺的功能影像以進行診斷。可以對甲狀腺進行定量測量來計算碘吸收量，以診斷甲狀腺功能亢進和甲狀腺功能減退症。
劑量可能有所不同； 7.5—25（200—680微居里） 建議用於甲狀腺成像 對於全身，吸收測試可能使用3.7—11.1 MBq（100—300 µCi）。 有研究表明，由於製劑中存在雜質，給定劑量可能產生原本更高劑量的效果。 無法耐受含有較大濃度穩定碘的造影劑（如用於  CT 掃描、靜脈腎盂造影 (IVP) 和類似影像診斷程序）的個體通常可以耐受放射性碘 123I 的劑量。碘不是過敏原。

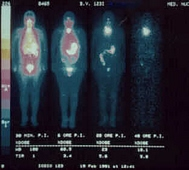
Sequence of 123-iodide human scintiscans after an intravenous injection, (from left) after 30 minutes, 20 hours, and 48 hours. A high and rapid concentration of radio-iodide is evident in cerebrospinal fluid (left), gastric and oral mucosa, salivary glands, arterial walls, ovary and thymus. In the thyroid gland, I-concentration is more progressive, as in a reservoir (from 1% after 30 minutes, and after 6, 20 h, to 5.8% after 48 hours, of the total injected dose).(Venturi, 2011)

123I 也可用作其他成像放射性藥物的標記，例如間碘芐胍 (MIBG) 和碘氟烷。

## 預防措施
去除放射性碘污染可能很困難，建議使用專門去除放射性碘的淨化劑。兩種專為機構使用而設計的常見產品是 Bind-It 和 I-Bind。 一般放射性淨化產品通常不適用於碘，因為它們只會擴散或揮發碘。